# Park Won-jae
Park Won-jae ((박원재?, 朴原載?); Pohang, 28 maggio 1984) è un calciatore sudcoreano, centrocampista del Jeonbuk Hyundai Motors.